# 해피 엔드 (2017년 영화)
《해피 엔드》(영어: Happy End)는 2017년 개봉한 미하엘 하네케 감독의 차기작이다. 미하엘 하네케가 감독과 각본을 맡았다. 2017 칸 영화제 경쟁 부문 진출작이다.

## 출연

### 주연
- 이자벨 위페르
- 장루이 트린티냥
- 마티유 카소비츠

### 조연
- 팡틴 아흐뒤엥
- 프란츠 로고스키
- 로라 베린덴
- 토비 존스